# Apsidă

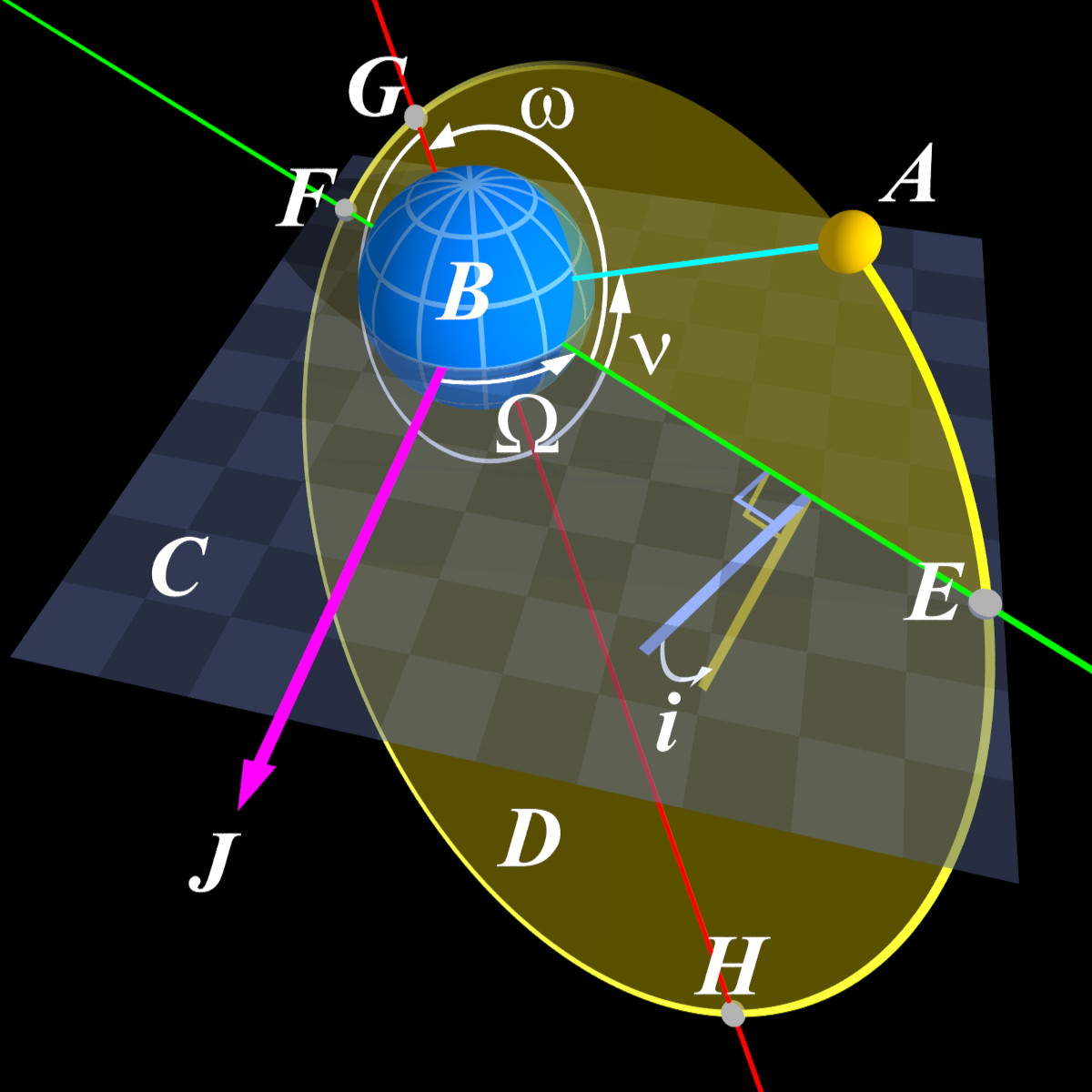
Diagrama lui Kepler a elementelor orbitale. F periapsă, H apoapsă, linia roșie dintre ele este linia apsidelor.

Apside (la singular: apsidă), în astronomie, desemnează două puncte extreme ale orbitei unui corp ceresc pentru care distanța este minimă (apsidă inferioară, sau periapsidă ori periapsă) sau maximă (apsidă superioară, sau apoapsidă ori apoapsă) în raport cu focarul acestei orbite.
La singular, cuvântul se folosește mult mai rar, pentru a desemna unul sau celălalt dintre cele două puncte.
Linia care leagă periapsida și apoapsida unei orbite date este numită linia apsidelor sau linia apsidială. Cea mai lungă linie care unește cele două puncte cele mai îndepărtate este axa principală a apsidei sau axa majoră.

## Altă explicație și etimologie
Noul dicționar universal al limbii române (2007) dă explicația următoare: „apsidă, apside f. fiecare din extremitățile axei mari a orbitei unui corp ceresc. [Din fr. apside, lat. apsida]”.

## Terminologie
În cazul unei stele și al principalelor obiecte din sistemul solar, un termen specializat înrudit, care poate fi folosit, este indicat în tabelul de mai jos. Numele acestor puncte depinde de corpul ceresc de referință; ele sunt formate folosindu-se de rădăcina greacă a denumirii acelui corp, care este în general numele unei zetăți.
Totodată, alături de perechile periheliu și afeliu, perigeu și apogeu, perechile periastru și apoastru sunt folosite în mod curent.
| Corpul de referință | Rădăcina greacă provine din:           | periapsida     | apoapsida        |
| ------------------- | -------------------------------------- | -------------- | ---------------- |
| Galaxie             | galaxias (gala: „lapte”; Calea lactee) | Perigalacticon | Apogalacticon    |
| Gaură neagră        | melos (negru)                          | Perimelasmă    | Apomelasme       |
| Stea                | asteros                                | Periastru      | Apoastru         |
| Soare               | Helios (personnificarea Soarelui)      | Periheliu      | Afeliu / Apheliu |
| Mercur              | Hermes (zeu al comerțului)             | Perihermă      | Aphermă          |
| Venus               | Cythera                                | Pericytheră    | Apocytheră       |
| Terra / Pământul    | Gaia (zeița Pământului mamă)           | Perigeu        | Apogeu           |
| Luna                | Selene (zeița Lunii pline)             | Periseleniu    | Aposeleniu       |
| Marte               | Ares (zeul războiului)                 | Periareu       | Apoareu          |
| Jupiter             | Zeus (regele zeilor)                   | Perizen        | Apozen           |
| Saturn              | Cronos (regele titanilor)              | Perikron       | Apokron          |
| Uranus              | Uranos (personificarea cerului senin)  | Priuran        | Apuran           |
| Neptun              | Poseidon (zeul mării)                  | Periposeidă    | Apoposeidă       |
| Pluto               | Hades (zeul infernului)                | Perihadă       | Aphadă           |

Termenii perilună sau apolună (pentru satelitul natural al unei luni), perijov sau apojov (pentru un satelit al lui Jupiter) trebuie evitați.
Uneori sunt întâlniți termenii pericynthe sau apocynthe în cazul unui satelit artificial al Lunii.

## Poziții relative ale apsidelor planetelor din Sistemul Solar
Cele două imagini de mai jos arată pozițiile relative ale periapsidelor (în verde) și apoapsidelor (în roșu) ale planetelor din Sistemul Solar, în epoca noastră. 

Cea din stânga sus este pentru planetele din interiorul centurii de asteroizi, iar cea din dreapta jos este pentru planetele din afara centurii de asteroizi. 

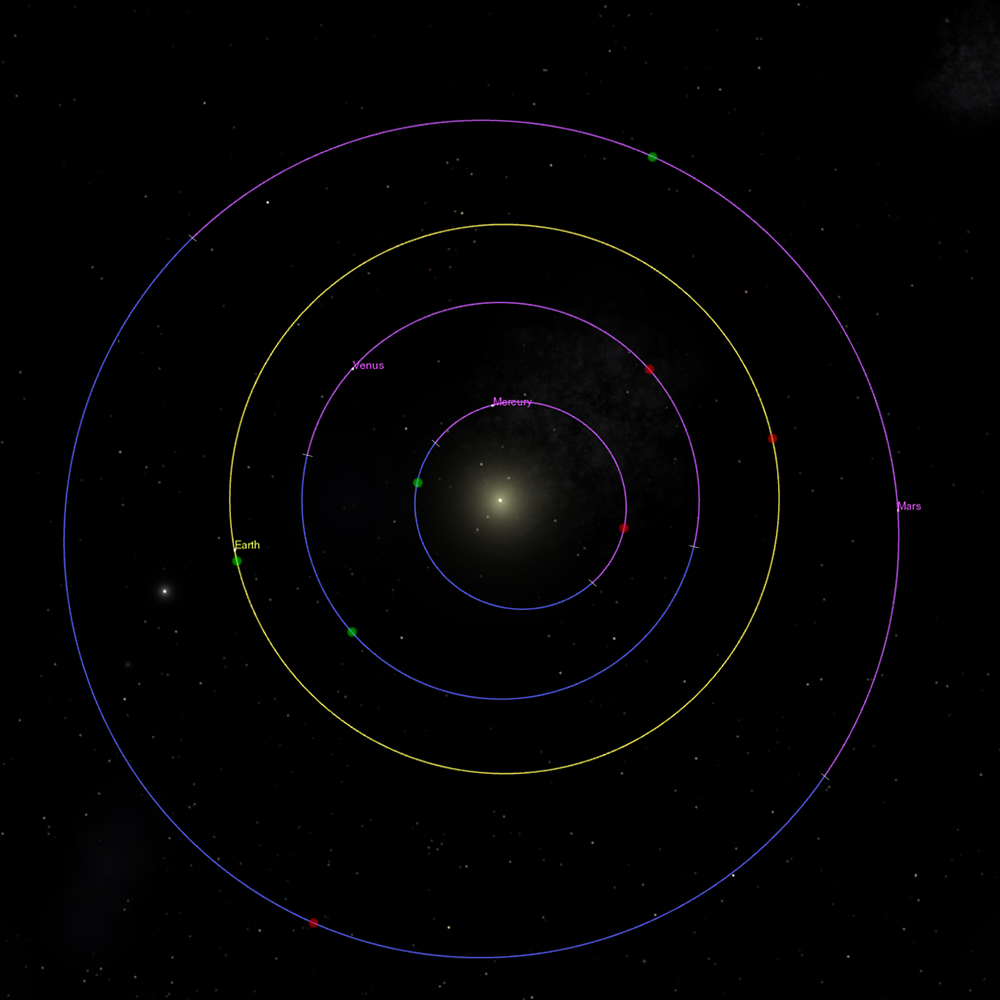
Poziţia relativă a periapsidelor (în verde) şi apoapsidelor (în roşu), pentru planetele din interiorul centurii de asteroizi, din Sistemul nostru Solar.

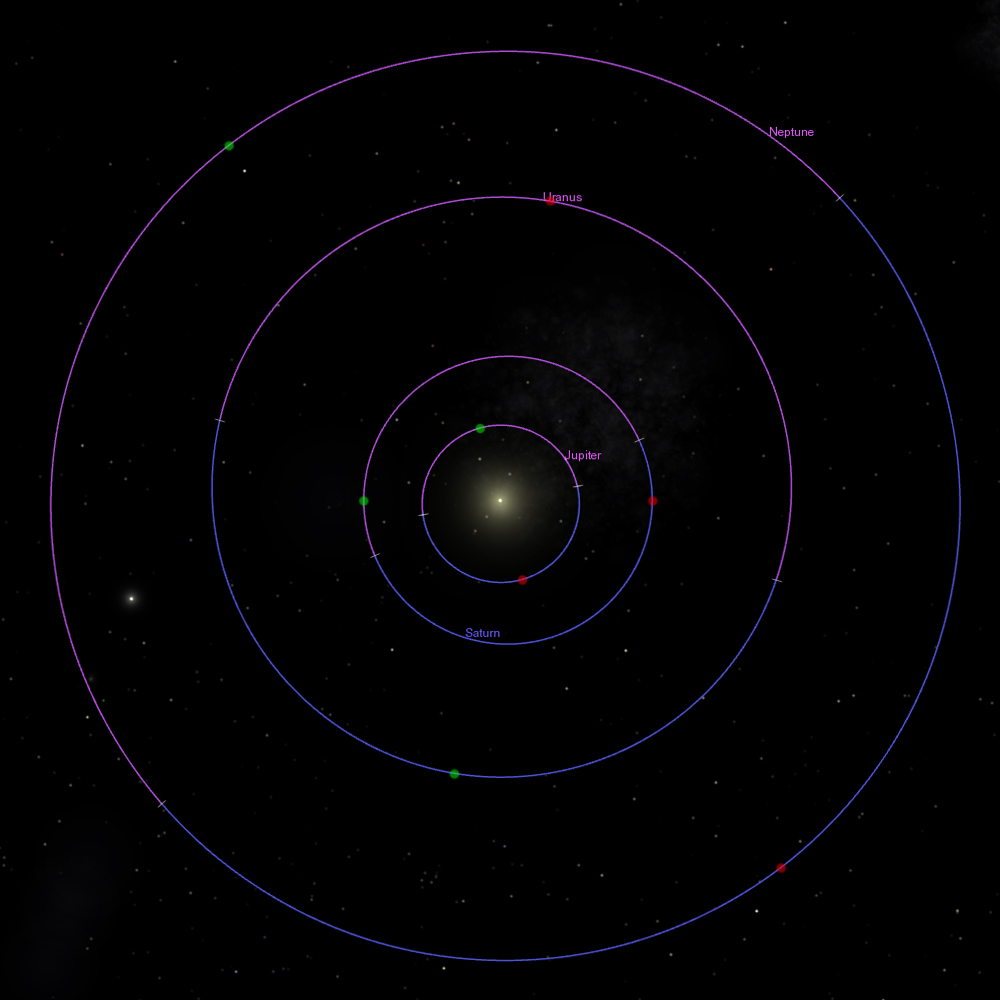
Poziţia relativă a periapsidelor (în verde) şi apoapsidelor (în roşu), pentru planetele din afara centurii de asteroizi, din Sistemul nostru Solar.

## Datele periheliilor și afeliilor Pământului din 2007 până în 2020
Datele și timpul periheliilor și afeliilor pentru mai mulți ani trecuți și viitori sunt listați în tabelul următor:
| Anul | Periheliul | Periheliul | Afeliul | Afeliul |
| ---- | ---------- | ---------- | ------- | ------- |
| Anul | Data       | UTC        | Data    | UTC     |
| 2007 | 3 ianuarie | 19:43      | 6 iulie | 23:53   |
| 2008 | 2 ianuarie | 23:51      | 4 iulie | 07:41   |
| 2009 | 4 ianuarie | 15:30      | 4 iulie | 01:40   |
| 2010 | 3 ianuarie | 00:09      | 6 iulie | 11:30   |
| 2011 | 3 ianuarie | 18:32      | 4 iulie | 14:54   |
| 2012 | 5 ianuarie | 00:32      | 5 iulie | 03:32   |
| 2013 | 2 ianuarie | 04:38      | 5 iulie | 14:44   |
| 2014 | 4 ianuarie | 11:59      | 4 iulie | 00:13   |
| 2015 | 4 ianuarie | 06:36      | 6 iulie | 19:40   |
| 2016 | 2 ianuarie | 22:49      | 4 iulie | 16:24   |
| 2017 | 4 ianuarie | 14:18      | 3 iulie | 20:11   |
| 2018 | 3 ianuarie | 05:35      | 6 iulie | 16:47   |
| 2019 | 3 ianuarie | 05:20      | 4 iulie | 22:11   |
| 2020 | 5 ianuarie | 07:48      | 4 iulie | 11:35   |

## Periheliile și afeliile planetare
Tabelul următor arată distanțele de la planete și planetele pitice până la Soare la periheliu și afeliu.
| Tipul corpului | Corpul ceresc | Distanța de la Soare la periheliu     | Distanța de la Soare la afeliu         |
| -------------- | ------------- | ------------------------------------- | -------------------------------------- |
| Planetă        | Mercur        | 46.001.009 km (28.583.702 mi)         | 69.817.445 km (43.382.549 mi)          |
| Planetă        | Venus         | 107.476.170 km (66.782.600 mi)        | 108.942.780 km (67.693.910 mi)         |
| Planetă        | Pământ        | 147.098.291 km (91.402.640 mi)        | 152.098.233 km (94.509.460 mi)         |
| Planetă        | Marte         | 206.655.215 km (128.409.597 mi)       | 249.232.432 km (154.865.853 mi)        |
| Planetă        | Jupiter       | 740.679.835 km (460.237.112 mi)       | 816.001.807 km (507.040.016 mi)        |
| Planetă        | Saturn        | 1.349.823.615 km (838.741.509 mi)     | 1.503.509.229 km (934.237.322 mi)      |
| Planetă        | Uranus        | 2.734.998.229 km (1,699449110×109 mi) | 3.006.318.143 km (1,868039489×109 mi)  |
| Planetă        | Neptun        | 4.459.753.056 km (2,771162073×109 mi) | 4.537.039.826 km (2,819185846×109 mi)  |
| Planetă pitică | Ceres         | 380.951.528 km (236.712.305 mi)       | 446.428.973 km (277.398.103 mi)        |
| Planetă pitică | Pluto         | 4.436.756.954 km (2,756872958×109 mi) | 7.376.124.302 km (4,583311152×109 mi)  |
| Planetă pitică | Makemake      | 5.671.928.586 km (3,524373028×109 mi) | 7.894.762.625 km (4,905578065×109 mi)  |
| Planetă pitică | Haumea        | 5.157.623.774 km (3,204798834×109 mi) | 7.706.399.149 km (4,788534427×109 mi)  |
| Planetă pitică | Eris          | 5.765.732.799 km (3,582660263×109 mi) | 14.594.512.904 km (9,068609883×109 mi) |

## Paronimie
- Absidă